# Betty Mould-Iddrisu
Pour les articles homonymes, voir Mould.
Betty Nah-Akuyea Mould-Iddrisu (née en 1953,) est une avocate et femme politique ghanéenne. Membre du Congrès national démocratique, elle est ministre de l'Éducation au Ghana de 2011 à 2012,, après avoir été procureure générale et ministre de la Justice du Ghana de 2009 à 2011,. Elle est la première femme à diriger le bureau du procureur général au Ghana. Avant d'entrer en politique, elle est responsable des affaires juridiques et constitutionnelles au Secrétariat du Commonwealth à Londres.
Mould-Iddrisu fait partie des candidats probables à la vice-présidence du Ghana sur la liste du National Democratic Congress (NDC).

## Formation
Betty Mould-Iddrisu est née le 22 mars 1953. Elle fait ses premières études à l'école internationale du Ghana et fréquente l'école Achimota et l'académie d'Accra (en) pour ses études secondaires,. Elle obtient un bachelor en droit (LLB) de l'université du Ghana à Legon entre 1973 et 1976,. Ses qualifications académiques comprennent une maîtrise obtenue en 1978 à la London School of Economics.

## Carrière
En 2003, Mould-Iddrisu est nommée directrice de la Division des affaires juridiques et constitutionnelles du Secrétariat du Commonwealth (en), une organisation intergouvernementale comprenant 53 États membres basée à Londres. Parmi les faits saillants de son passage au Secrétariat, figurent la supervision de la mise en œuvre des mandats dans le domaine de la criminalité transnationale, de la lutte contre le terrorisme et du droit international humanitaire. Elle supervise la mise en œuvre des programmes du Secrétariat sur la lutte contre la corruption, le recouvrement des avoirs et l'éthique judiciaire. En outre, elle met en œuvre divers programmes juridiques par le biais de réformes judiciaires, de rédaction législative et de renforcement des capacités dans le domaine juridique dans le Commonwealth, entre autres.
Elle conseille à des chefs d'État, à des ministres et elle est fréquemment appelée à donner des conseils de haut niveau à des gouvernements, des politiciens et la société civile. Elle conseille également les États membres dans les domaines du droit international, du droit constitutionnel et des droits de l'homme et organise des réunions ministérielles et de hauts fonctionnaires de haut niveau. Elle dirige l'équipe du secrétariat du groupe d'observateurs électoraux aux élections ougandaises de 2006.
Elle agit en tant que conseillère juridique en chef interne auprès du secrétaire général et du secrétariat. À ce titre, elle dirige une équipe d'avocats d'horizons divers et est responsable de la gestion du budget de sa division et de la recherche de ressources extrabudgétaires. Elle assiste également le Secrétaire Général et ses deux Adjoints dans la gestion du Secrétariat et représente le Secrétariat auprès des Tribunaux et Cours. Entre 1990 et 2000, alors qu'elle remplit ses fonctions au Secrétariat du Commonwealth basé à Londres, elle enseigne à la faculté de droit de l'Université du Ghana, publiant également divers documents et articles sur la propriété intellectuelle, .

## Politique

### Procureur général du Ghana
Mould-Iddrisu prête serment en février 2009 en tant que ministre de la Justice et procureur général par John Atta Mills, président de la République du Ghana. Elle est la première femme à être nommée à ce poste au Ghana.

### Démission
Mould-Iddrisu démissionne du gouvernement en janvier 2012. Les raisons ne sont pas rendues publiques. C'est quelques jours après que son successeur au poste de procureur général ait été limogé par le président. Elle a subi des pressions dans le cadre d'une affaire alors qu'elle était procureure générale. Elle est remplacée au ministère de l'Éducation par Enoch Teye Mensah (en).

## Vie privée
Betty Mould-Iddrisu est l'épouse de l'ancien ministre de la Défense Alhaji Mahama Iddrisu (en) et la sœur aînée d'Alex Mold, ancien directeur général de la Ghana National Petroleum Corporation,,.